# Макс Райнгардт
Макс Ра́йнгардт, власне ім'я — Максиміліан Ґольдман (нім. Max Reinhardt; 9 вересня 1873, Баден, Австрія — 31 жовтня 1943, Нью-Йорк, США) — австрійський і німецький режисер, актор і театральний діяч, один із реформаторів театрального мистецтва 20 століття.

## Життєпис
Максиміліан Ґольдман (псевдонім Макс Райнгардт з'явився у 1890 році) народився в Бадені біля Відня, в єврейській сім'ї. Його батько, фабрикант Вільгельм Ґольдман (1846—1911), походив зі Ступави; мати, Роза Венграф (1851—1924), була уродженкою Нікольсбурга. Дід був ортодоксальним євреєм.
У юнацькі роки Макс Ґольдман відвідував Бурґтеатр. Він мріяв стати актором, але батьки визначили його у фінансове відомство. Ділова кар'єра виявилася недовгою — влітку 1890 року сімнадцятилітній Ґольдман під псевдонімом «Макс Райнгардт» з'явився на сцені в ролі старця, і незабаром його прийняли до Віденської консерваторії, де він навчався в драматичних класах у відомого актора І. Левинського.

## Театральна діяльність
Після закінчення театральної школи при Віденській консерваторії (1893 рік) працював у різних театрах Зальцбурга, Відня і Братислави. З 1895 року працює актором у трупі «Німецького театру» (англ. Deutsches Theater) у Берліні. На той момент театр очолював літературний критик і режисер Отто Брам. Він і залучив до трупи театру Рейнгардта. Добре злагоджений акторський ансамбль Брама дав Райнгардтові чудовий досвід роботи на сцені.
Самостійну режисерську діяльність Райнгард починає у 1901 році в Берліні, у заснованому ним артистичному кабаре «Шум і Дим». У 1902 році це кабаре отримало назву «Малий театр», там ставилися сатиричні пародії на сучасну драму і театр. Згодом він організовує більший театр у Берліні — «Новий театр», яким керував у 1903—1906 роках. Драматургія Нового театру була найрізноманітнішою, ставилися п'єси Шиллера, Лессінга, Шекспіра.
З 1905 року він стає режисером «Німецького театру» і очолює його до 1933 року з невеликими перервами, пов'язаними з першою світовою війною. З цієї миті починається другий період його режисерської діяльності. При Німецькому театрі Рейнгардт відкриває драматичну школу, основний акцент робить на акторську майстерність і сценічну мову.
У 1906 році залишає Новий театр і організовує як експериментальну сцену «Камерний театр» («Камершпіле»). Оскільки в Німецькому театрі Рейнгардт ставив в основному класичні п'єси, в Камерному театрі він переходить до сучасної драматургії.
У 1915—1919 роках паралельно з Камерним і Німецьким театрами керував берлінським театром «Фольксбюне», а у 1919—1920 роках театром «Гроссе шаушпільхауз». У 1924 році відкрив у Берліні театр «Комедія» і ставив вистави в «Театрі ам Курфюрстендамм»; керував у 1923—1937 віденським «Йозефштадттеатром», де його асистентом був українсько-єврейський письменник Сома Морґенштерн.
Рейнгардт завжди прагнув реформувати німецьке театральне мистецтво, виступаючи проти театральної рутини і натуралізму, поверхневої побутової правдоподібності. Його спектаклі відрізнялися винахідливістю і фантазією, віртуозним використанням декорацій, світлових і шумових ефектів, музики. Серед улюблених прийомів — сцена, що обертається, перенесення авансцени в зал для глядачів, відмова від рампи, що розділяє акторів і публіку.
Приділяв увагу психологічній розробці характерів, культурі сценічного мовлення і пластичної виразності гри актора, використав пантоміму, танець, акробатику.
У 1920 році організував перший Зальцбурзький фестиваль.
У 1932 р. Рейнгардта було висунуто кандидатом на Нобелівську премію, але через антисемітську кампанію протесту на чолі з Кнутом Гамсуном його кандидатуру було знято. У тому ж році Рейнгардт добровільно залишив пост директора Німецького театру у Берліні і поїхав до Австрії.

## В еміграції
У 1938 році Рейнгардт був змушений емігрувати до Франції, згодом переїхав до США. В Голлівуді він організував театральну школу і зняв декілька фільмів на сюжети шекспірівських п'єс («Сон літньої ночі» та інші).
Учнями і соратниками Рейнгардта у театрі були актори і режисери, що згодом прославилися у німецькому кіно — Еміль Яннінгс, Пауль Вегенер, Вернер Краус, Ф. В. Мурнау, Ернст Любіч, Вільям Дітерле, Марлен Дітріх та інші.
Макс Рейнгардт помер 31 жовтня 1943 року у Нью-Йорку, переживши за декілька днів до цього інсульт з частковим паралічем.